# Dicolecia serrata
Dicolecia serrata är en insektsart som beskrevs av Nielson 1988. Dicolecia serrata ingår i släktet Dicolecia och familjen dvärgstritar. Inga underarter finns listade i Catalogue of Life.